# Аборты в Албании
Аборты в Албании полностью легальны с 7 декабря 1995 года. Аборты производятся в медицинских учреждениях и осуществляются по желанию женщины, если срок её беременности составляет не более двенадцати недель. За неделю до процедуры женщина обязана пройти консультацию. Медучреждения, проводящие аборты, обязаны держать в тайне личные данные пациенток, прошедших процедуру.
Во время правления Энвера Ходжи в стране действовала политика натализма, поэтому женщины делали аборты незаконно или собственноручно. Это привело к тому, что страна занимала второе место в Европе по уровню материнской смертности. По расчётам половина беременностей заканчивалась абортом. Женщин, уличённых в аборте, партия подвергала программе перевоспитания.
В 1989 году аборт был узаконен для случаев изнасилования и инцеста, а также для пациенток моложе 16 лет. В 1991 году к ним был добавлен ещё ряд причин. Закон об абортах 1995 года привёл к отмене предыдущих законов.
По состоянию на 2008 год искусственным прерыванием заканчивались 18,7 % беременностей. В 2010 году количество проводимых абортов составляло 9,2 на 1000 женщин в возрасте от 15 до 44 лет.